# Dennis Marks
Pour les articles homonymes, voir Marks.
Dennis Marks, né le 2 août 1932 à New York (État de New York, États-Unis) et mort le 10 janvier 2006 à Los Angeles (Californie), est un scénariste, acteur et producteur américain.

## Filmographie

### comme scénariste
- 1967 : The Chocolate Covered Diamond (TV)
- 1967 : Fatman Strikes Again (TV)
- 1967 : Brother Goose (TV)
- 1967 : The Dirty Sinker (TV)
- 1967 : Batfink On the Rocks (TV)
- 1967 : The Mad Movie Maker (TV)
- 1967 : A Living Doll (TV)
- 1967 : Go Fly a Bat (TV)
- 1967 : M.P.F.T.B.R.M. (TV)
- 1967 : Spin the Batfink (TV)
- 1967 : Ringading Brothers (TV)
- 1967 : Out Out Darn Spot (TV)
- 1967 : Gloves On the Go Go (TV)
- 1967 : The Mark of Zero (TV)
- 1967 : Dig That Crazy Mountain (TV)
- 1967 : Goldstinger (TV)
- 1967 : Jumping Jewelry (TV)
- 1967 : Crimes in Rhymes (TV)
- 1967 : Karate's Case (TV)
- 1967 : The Beep Bopper (TV)
- 1967 : Hugo for Mayor (TV)
- 1967 : Topsy Turvy (TV)
- 1967 : The Human Pretzel (TV)
- 1967 : The Super Trap (TV)
- 1967 : The Kooky Chameleon (TV)
- 1967 : The Time Stopper (TV)
- 1967 : The Devilish Device (TV)
- 1967 : Backwards Box (TV)
- 1967 : Hugo's Hoke (TV)
- 1967 : Slow Down! Speed Up! (TV)
- 1967 : The Rotten Rainmaker (TV)
- 1967 : Presto-Chango-Hugo (TV)
- 1967 : The Great Escapo (TV)
- 1967 : Hugo the Crimefighter (TV)
- 1967 : The Thief from Baghdad (TV)
- 1967 : Bouncey Bouncey Batfink (TV)
- 1967 : Curly the Cannonball (TV)
- 1967 : The Mean Green Midget (TV)
- 1967 : The Atom Boom (TV)
- 1967 : Magneto the Magnificent (TV)
- 1967 : Fleiderfink (TV)
- 1967 : The Baffling Bluffs of Hugo a Go-Go (TV)
- 1967 : Hugo Here, Hugo There (TV)
- 1967 : Ego A-Go-Go (TV)
- 1967 : The Zap Sap (TV)
- 1967 : Victor the Predictor (TV)
- 1967 : Karate's Day Off (TV)
- 1967 : Batfink: This Is Your Life (TV)
- 1990 : Jetsons: The Movie
- 1992 : Tom et Jerry, le film (Tom and Jerry: The Movie)

### comme acteur
- 1981 : Spider-Man and His Amazing Friends (série TV) : The Green Goblin (voix)
- 1982 : The Incredible Hulk (en) (série TV) : Dr Proto (1982) (voix)

### comme producteur
- 1981 : Spider-Man and His Amazing Friends (série TV)